# Monestirolo
Monestirolo is een plaats (frazione) in de Italiaanse gemeente Ferrara.